# میشائیل کرامنشیک
میشائیل کرامنشیک (انگلیسی: Michael Krmenčík؛ زادهٔ ۱۵ مارس ۱۹۹۳) بازیکن فوتبال اهل جمهوری چک است.
از باشگاه‌هایی که در آن بازی کرده‌است می‌توان به باشگاه فوتبال ویکتوریا پلزن، باشگاه فوتبال پائوک، باشگاه فوتبال کلوب بروژ، باشگاه فوتبال بانیک استراوا، و باشگاه فوتبال دوکلا پراگ اشاره کرد.
وی همچنین در تیم‌های ملی فوتبال زیر ۲۱ سال جمهوری چک، و جمهوری چک بازی کرده‌است.